# Nordanfrån
Nordanfrån – Händelser berättade av Stig Stigson är en samling Norrlandsskildringar av Stig Stigson (pseudonym för Alfhild Agrell). Boken utkom första gången 1898 på Skoglunds bokförlag.

## Handling
Boken handlar om "en herre" som kommit "nordöver för att studera folket". Denne herre träffar lärare Stig Stigson och det är genom honom som berättelserna skildras. Samlingen innehåller sammanlagt tio berättelser, en prolog och en epilog. Berättelserna benämns som "händelser".

## Om boken
Agrell hade tidigare skildrat Norrland i flera av sina prosa- och dramaverk. Närmast föregicks Nordanfrån av I Stockholm (1892) och Hemma i Jockmock, skrivna under pseudonymen Lovisa Petterkvist. I Nordanfrån var denna pseudonym utbytt mot en helt ny pseudonym: Stig Stigson. Det var till en början inte känt vem som dolde sig bakom pseudonymen. Kritikerkåren tog för givet att det var en man, vilket även varit fallet då Agrell skrev under pseudonymen Lovisa Petterkvist. I november 1898 när det blivit känt vem författaren var kallade Stockholms Dagblad det hela för "En litterär mystifikation av ganska enastående natur i våra bokförhållanden".
I samtiden jämförde flera recensenter Nordanfrån med Pelle Molins Ådalens poesi. Agrells bok sågs av vissa som en kopia av Molins. I biografin Alfhild Agrell – rebell, humorist, berättare (2014) menar Ingeborg Nordin Hennel att den jämförelsen är olycklig. Hon skriver att Ådalens poesi och Nordanfrån är verk inom olika genrer. Ådalens poesi har en dragning åt äventyrs- och folklivsberättelsen knuten till olika autentiska platser skildrade med humor medan Nordanfrån utmärks av att den inte har tydliga ortsangivelser, en mer psykologiserande gestaltning och avsaknad av humor. Enligt Nordin Hennel skiljer sig även böckerna åt formmässigt då Nordanfrån utmärks av ett direkt läsartilltal, vilket Molins bok inte gör.

## Mottagande

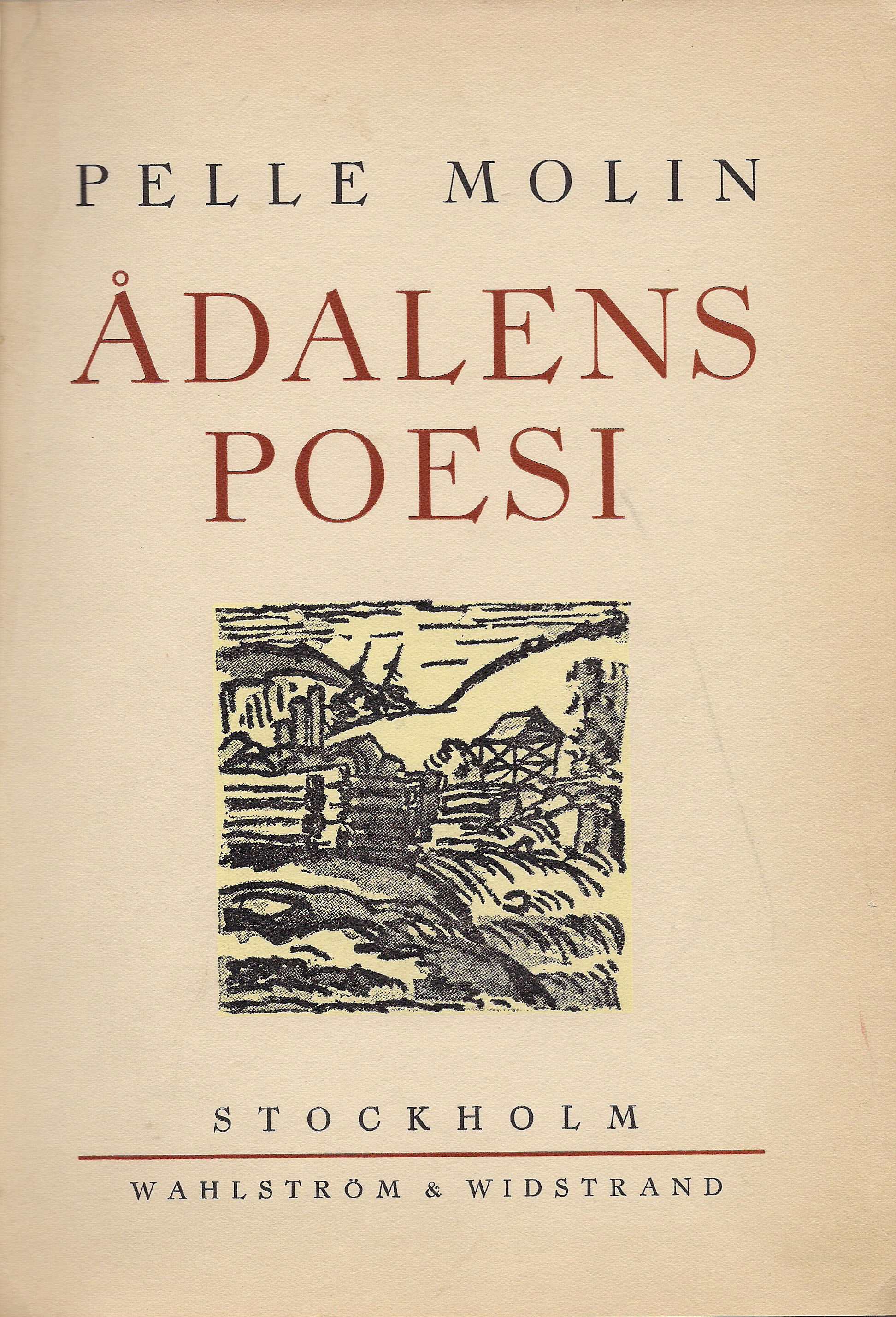
Nordanfrån jämförs ofta med Pelle Molins Ådalens poesi. Här ses titelsidan på originalutgåvan från 1897.

Med några få undantag ställde sig kritikerkåren positiv till Nordanfrån. I Stockholms Dagblad skrev Sven Söderman att samlingen inte innehöll en enda svag berättelse. Han ansåg dock att stilanslaget ibland tedde sig emotionellt i överkant. Han berömde i synnerhet samlingens mer vemodiga skildringar som han menade avslöjade en sällsynt psykologisk blick. Han ansåg att författaren uppvisade "påtaglig poetisk begåvning". Carl David af Wirsén berömde i Vårt Land boken för dess "märgfulla natur- och livsbilder". af Wirséns positiva recension är anmärkningsvärd då han tidigare skarpt kritiserat Agrells litterära verk, i synnerhet hennes språkbehandling och tematiken i hennes dramer. I Aftonbladet recenserades boken av Georg Nordensvan. Denne ansåg att berättelserna var av något växlande kvalitet. Han uppmanade författaren "att kasta bort kryckorna" och syftade då på bokens likheter med Pelle Molins Ådalens poesi. Nordensvan menade också att Nordanfrån var som mest lyckad när likheterna med Molin inte är tydliga. Enligt Nordensvan uppvisade författaren då "påfallande kunskap om norrländsk kynne". Han avslutande sin recension med orden "Det är en bok som innehåller mer än lån från Pelle Molin och som väcker förhoppningar samt intar en plats för sig i årets bokbestånd".
I Nya Dagligt Allehanda recenserades Nordanfrån av Jacobine Ring. Likt Nordensvan såg hon boken som ett eko av Ådalens poesi, men menade att ju längre hon läste desto mer avtecknade sig Stig Stigson som "en originell konstnär". I Dagny recenserades boken av Klara Johanson. Hon var något skeptisk till det civilisationshat som hon menade genomsyrar boken. Hon uppmanade också författaren att "lämna den stråt, som den avlidne lapplandsdiktaren upptrampat" och syftade då på Ådalens poesi. Några år senare återkom Johanson till Nordanfrån i en artikel i Ord och Bild. I den skrev hon att hon helst inte ville bli påmind om sin recension i Dagny. I stället utnämnde hon Nordanfrån till ett av Agrells främsta litterära verk: "vår vitterhet har väl ganska knappt om exempel på en så omfångsrik novellsamling, så helstöpt, fulltonig och skiftande inbillningsrik som denna". Nämnas kan att Agrell och Johanson under tiden mellan de två artiklarna blivit vänner och Johansons senare artikel därmed kan sägas innehålla ett visst mått av vänkritik.
Urban von Feilitzen i Svenska Dagbladet var den enda som reserverade sig mot boken. Han efterlyste en skildring gjord med mer humor, norrländskt idiom och norrländska seder och bruk. Vidare ogillade han Agrells litterära grepp att göra läsaren till medskapare av texten genom blott "halvtydda yttranden".
När Nordanfrån utkom i nyutgåva 1917 skrev Ellen Kleman i Hertha: "En bok som denna ligger inte av sig under åren".

## Utgåvor
Boken utgavs första gången 1898 på Skoglunds bokförlag. År 1901 översattes den till tyska av Emilie Stein, som tidigare översatt bland andra Verner von Heidenstams Hans Alienus (1892). År 1917 och 1977 utkom den i svenska nyutgåvor. Den tyska utgåvan kan ses i samband med den hembygdseufori som rådde där vid tiden kring sekelskiftet 1900.